# Thiago Duarte
Thiago Nardin Duarte (* 8. Juli 1988) ist ein brasilianischer Radrennfahrer.
Thiago Duarte wurde 2009 bei der brasilianischen Meisterschaft in São Carlos Zweiter im Einzelzeitfahren der U23-Klasse. Auf der Bahn gewann er bei der Panamerikameisterschaft zusammen mit Marcos Novello die Silbermedaille im Madison. 2010 fuhr Duarte auf der Straße für das brasilianische Continental Team Funvic-Pindamonhangaba und wurde nationaler Meister im Einzelzeitfahren der U23-Klasse.

## Erfolge
2009
- Panamerikameisterschaft – Madison (mit Marcos Novello)

2010
- Brasilianischer Meister – Einzelzeitfahren (U23)

## Teams
- 2010 Funvic-Pindamonhangaba